# Batula

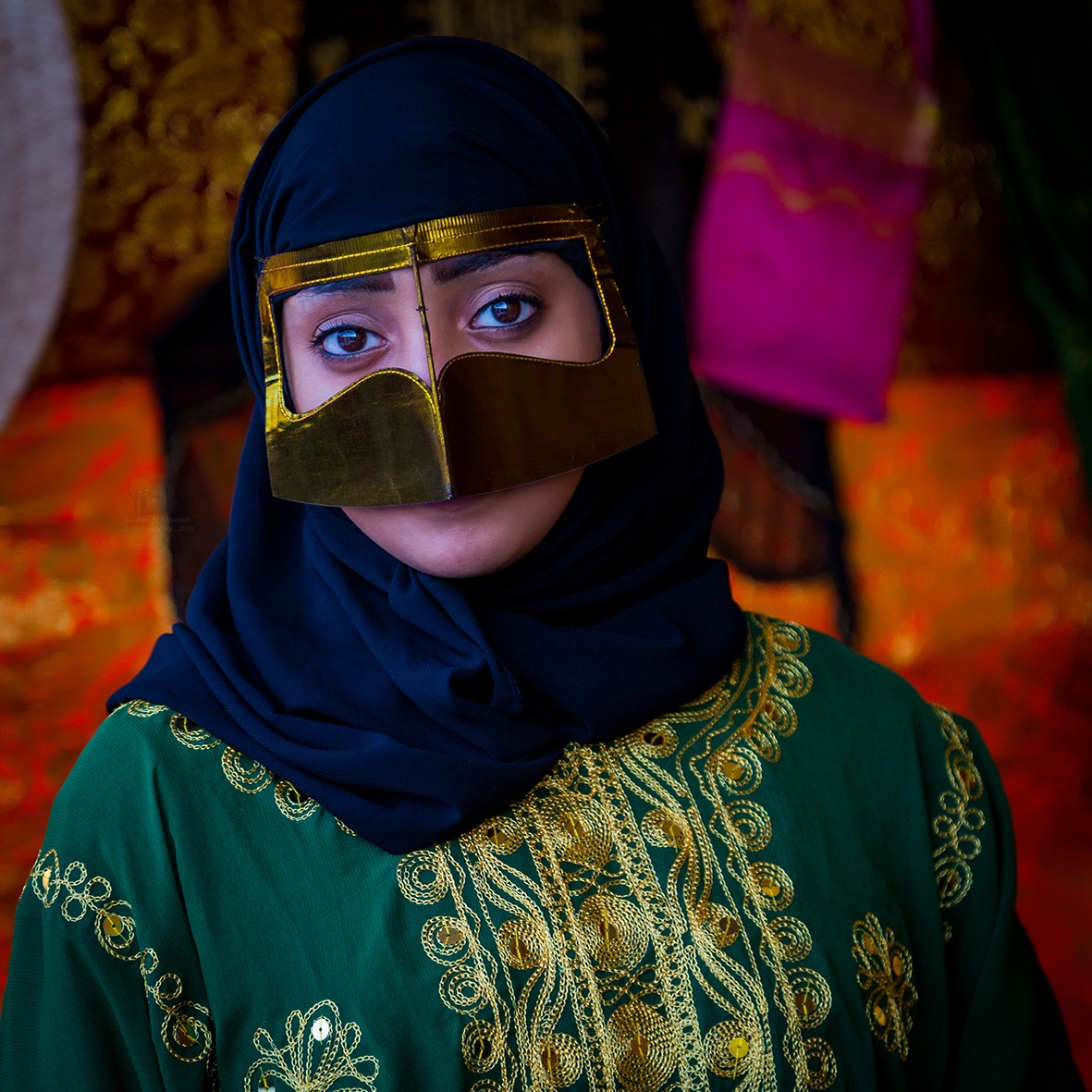
Primer plano de una mujer que lleva una batula en su rostro.

La batula (en árabe: البطولة; al-baṭṭūlah) es una máscara tradicionalmente usada por mujeres árabes en los estados árabes del Golfo Pérsico, incluidos Bahrain, Kuwait, Arabia Saudita, Emiratos Árabes Unidos, Omán y Catar, así como en el sur de Irán.
Si bien se desconoce el origen de la batula, se cree que se comenzó a utilizar en la Península arábiga Oriental desde Gujarat a finales del XVIII.
Por lo general son máscaras de un metal fino forrado de tela que cubren la punta de la nariz, los labios superiores y las cejas.
Esta tradición ha perdido popularidad entre las generaciones más jóvenes pero continúa siendo utilizada por mujeres mayores de 50 años y también por las mujeres de las zonas rurales.